# Carles Terès Bellès
Carles Terès Bellès (Barcelona, 2 d'octubre de 1962) és un dissenyador gràfic, columnista i escriptor.
Descendent de pares franjolins emigrats a Barcelona, va créixer a Barcelona i el 1993 va anar a viure a Torredarques (Matarranya) i Alcanyís (Baix Aragó). És membre actiu de l'Associació Cultural del Matarranya, de la qual n'ha estat secretari. Escriu la columna l'Esmolet a la revista Temps de Franja, de la qual és també el coordinador. Forma part del col·lectiu Viles i gents que, des del 1995, publica setmanalment una columna en català al periòdic La Comarca d'Alcanyís. Escriu també l'única columna en català de la revista El Salto Aragón/AraInfo Arxivat 2018-02-02 a Wayback Machine., des del primer número (maig 2017).
Ha publicat la novel·la Licantropia, ambientada al Matarranya del segle xviii i dedicada a la temàtica de llops i homes, guanyadora del premi Premi Guillem Nicolau 2011 de creació literària convocat pel Govern d'Aragó. Ha estat també finalista del Premi Joan Crexells de Narrativa a la millor obra editada en català l'any 2013.